# Сюдалинна (театр)

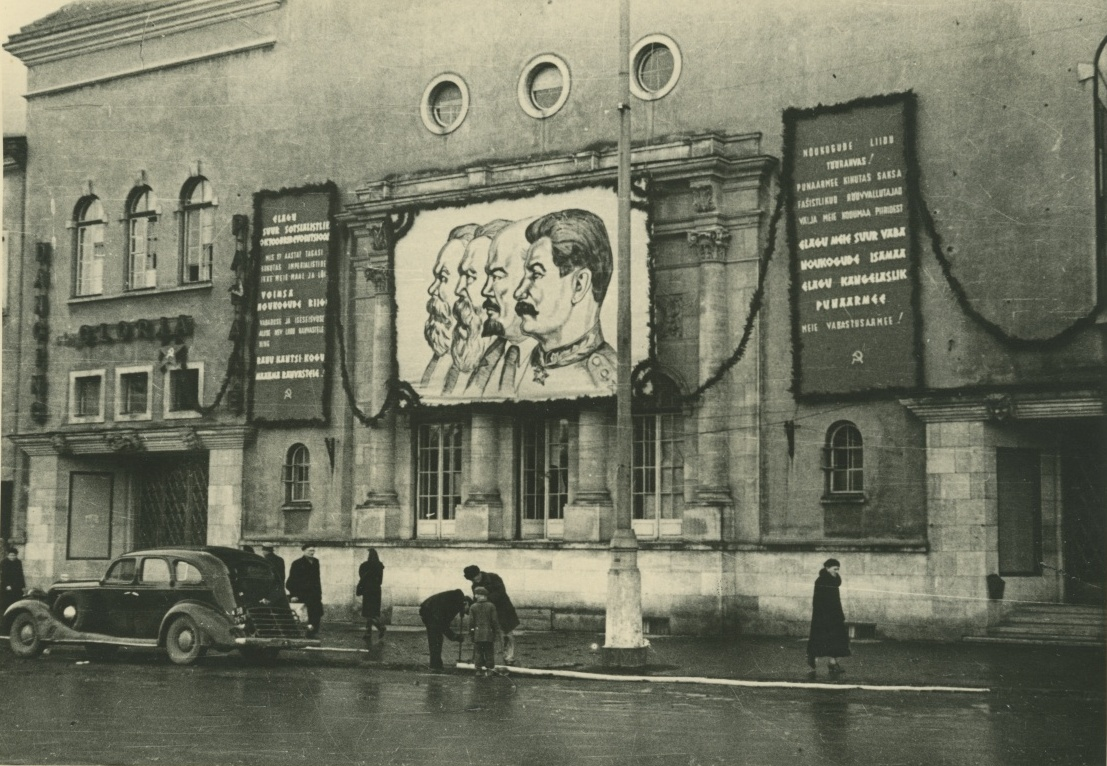
«Глория-палас» в 1944 году

«Сю́далинна» (эст. Südalinna Teater, в букв. пер. «Театр сердца города»), в советское время Государственный русский драматический театр Эстонской ССР, с 1992 года — Государственный русский драматический театр Эстонии, с 30 ноября 2004 года по 20 июля 2025 года Русский театр (эст. Vene Teater) — театр драмы в Таллине, столице Эстонии, ведущий свою историю с 15 декабря 1948 года. Переименован в рамках кампании по исключению слова «русский» из названий всех государственных и муниципальных учреждений и организаций Эстонии. Единственный профессиональный театр Эстонии, ставящий пьесы на русском языке. Директор театра с 11 января 2024 года — Анне-Ли Пяйв, художественный руководитель с августа 2023 года — Дмитрий Петренко, драматург — Лаур Кауниссааре. Адрес театра: площадь Вабадузе, 5.
Большой зал театра рассчитан на 620 человек, Малый зал — на 70.
Выразительное в архитектурном отношении здание театра соседствует с левой стороны со зданием гостиницы «Hotel Palace», а справа — со зданием горуправы Таллина.

## Предыстория
Свидетельства о первых спектаклях на русском языке в Эстляндской губернии относятся к 1864 году, когда в Ревеле было основано русское любительское общество «Гусли». Основной деятельностью общества были концерты, семейные вечера и любительские спектакли. Со временем таких обществ становилось больше, в Эстляндии активно гастролировали различные русские театральные труппы, что свидетельствует о стойком интересе к русскому театру.

## История

### В Советской Эстонии
После установления в Эстонии советской власти под русский театр было отдано здание кинотеатра «Глория Палас», построенное в 1926 году. Во время Второй мировой войны здесь демонстрировались фильмы, в 1945—1946 годах здание было приспособлено для театральных нужд. Несколько сезонов здесь выступала оперная, балетная и драматическая труппы театра «Эстония», собственное здание которого было разрушено во время бомбардировки Таллина в 1944 году.
Самым инициативным и деятельным в вопросе открытия Русского театра был эстонский режиссёр Каарел Ирд, занимавший в 1948—1949 годах пост председателя Комитета по делам искусств при Совете министров Эстонской ССР и позднее долгие годы принимавший участие в судьбе Русского театра.
Государственный русский драматический театр Эстонской ССР был создан согласно постановлению Комитета по делам искусств при Совете министров СССР от 14 июля 1948 года об организации в Таллине русского республиканского драматического театра.
Основу труппы составили выпускники ГИТИСа (ныне РАТИ) 1948 года, всем курсом приехавшие в Таллин. Набирал курс и преподавал на нём прославленный мхатовец Михаил Тарханов, художественным руководителем был актёр театра и кино Владимир Белокуров, педагогом — практик и теоретик Валентина Мартьянова, выпускной спектакль «За тех, кто в море» по пьесе Бориса Лавренёва поставил режиссёр Андрей Гончаров.
Началом истории Русского театра Эстонии считается 15 декабря 1948 года, когда состоялась премьера драмы Владимира Супонева «Семья пилотов».
Труппу Русского театра составили: Лидия Антонова, Пётр Баженов, Светлана Боголюбова, Софья Додонова, Владимир Ермолаев, Александра Лашина, Александр Марков, Евгений Мироманов, Иван Рассомахин, Елена Ратмирова, Вячеслав Сирин, Сергей Тиньков, Вера Фёдорова, Эммануил Шварцберг, Эльвира Эннок, Лев Юдасин. Из других коллективов пришли «возрастные» актёры, среди которых были Мария Захарова и Валентин Архипенко. Из Драматического театра Балтийского флота в состав труппы вошли Конрад Геррец-Когер, Константин Копеин. Всего в театр было принято 34 артиста. Инспектором сцены стал опытный театральный антрепренёр, легенда русского театра Александр Проников. Возглавил труппу режиссёр Вячеслав Аксёнов, воспитанник школы-студии МХАТ. Затем режиссёром стал Виктор Цыплухин, ученик Всеволода Мейерхольда, руководитель фронтового ансамбля в годы Великой Отечественной войны, работавший в Русском театре с начал его основания.
Главным художником театра в 1949—1950 и в 1965—1966 годах был Пеэтер Линцбах. В качестве сценографов выступали также Александр Пеэк и Вольдемар Пейль (в 1971—1977 годах — главный художник).
В начале 1970-х годов в театре работал Анатолий Солоницын, в разное время здесь играли Олег Стриженов, Эрнст Романов, Лейла Киракосян, Владимир Коренев, Лилиан Малкина, Калью Комиссаров.
В 1979 году труппа насчитывала около 50 человек.
Больше чем за 70 лет в коллективе сменилось несколько поколений режиссеров и актеров. Выдающимися событиями в 1970-х годах стали постановки Виталия Черменёва «По ком звонит колокол», «Трамвай „Желание“» и многие другие. Большое внимание зрителей в тот период привлекла пьеса, теперь уже классика эстонской литературы, Энна Ветемаа «Ужин на пятерых». Историю театра украсила постановка Андрея Тарковского и Владимира Седова «Милый лжец».
Яркий публицистический спектакль «Люди, я любил вас!» был создан одним из самых известных эстонских режиссеров Калью Комиссаровым.
К концу 1970-х годов театром было осуществлено более 270 постановок, из них 180 — произведения советских авторов (А. Арбузов, М. Горький, В. C. Розов и др.), а также русская классика (А. Н. Островский, А. П. Чехов, Н. В. Гоголь, Ф. М. Достоевский), произведения эстонских авторов (Э. Вильде, А. Х. Таммсааре, А. Кицберг, А. Якобсон, Э. Ветемаа, А. Лийвес, Р. Каугвер, Э. Раннет) и зарубежных авторов (Б. Брехт, Э. Хемингуэй и др.).
В театре работали народные артисты Эстонской ССР Анастасия Бедрединова, Леонид Шевцов, Евгений Власов.
В начале 1980-х годов в театре работал известный кинорежиссёр Григорий Кроманов.
В 1980-х годах с театром сотрудничали мастера эстонской сцены — Мати Унт, Каарин Райд, Мерле Карусоо.
В 1983 году настоящей сенсацией стала пьеса «Мелкий бес» Ф. Сологуба в постановке Романа Виктюка, которая состоялась благодаря более либеральной, чем в других союзных республиках, литературной цензуре в Эстонской ССР.
В 1988 году один из ведущих актёров театра — Борис Трошкин — получил звание народного артиста Эстонской ССР.
В своём интервью в январе 2023 года, перед выходом на пенсию, один из ведущих актёров театра, Леонид Шевцов, сказал, что лучшими годами для театра были годы, когда театром руководили режиссёр Виталий Черменёв (1972—1981) и директор Давид Семенович Слонимский. В то время за сезон театр выпускал по 5–6 премьер и собирал полные залы. «А когда всё получается, тогда и проблемы уходят, и нет никаких интриг в коллективе», — отметил Шевцов.

### В независимой Эстонии
В 1998 году Роман Виктюк поставил в Русском драматическом театре Эстонии спектакль «Бульвар заходящего солнца». Одну из главных ролей исполнила Ада Роговцева.
Спустя несколько лет оригинальный мюзикл «Играем Маршака» был написан музыкальным руководителем театра Авиком Недзвецким (Ави Беньямином) и поставлен Михаилом Лурье и Александром Цукерманом; спектаклю сопутствовал большой успех.
Особая веха в истории театра — спектакль «В Москву! В Москву!» в 1994 году (на основе пьесы «Три сестры») Юрия Ерёмина, который подвел итог советскому прошлому и с тревогой вглядывался в загадочное будущее. Важное событие в жизни театра — постановка в 2000 году Юрием Ерёминым «Идиота» Ф. М. Достоевского: за исполнение главной роли Александр Ивашкевич был удостоен национальной премии в номинации «Лучший актер».
В конце 1990-х годов на сцене театра стали появляться пьесы современных эстонских драматургов, в частности, Яана Тятте «Пересечение с главной дорогой» в постановке Яака Аллика, а затем много лет игрался спектакль по пьесе этого же драматурга «Счастливых будней!», поставленный Романом Баскиным.
30 ноября 2004 года Государственный русский драматический театр Эстонии был переименован в Русский театр (Целевое учреждение «Русский театр», эст. Sihtasutus «Vene Teater»).
В 1993–2005 годах театром руководил Эдуард Томан , поставивший, в частности, впервые в Эстонии спектакль по произведениям нынешнего классика русской литературы Сергея Довлатова «Большой человек в маленьком городе» и десятки других. По его приглашению в театре работали Михаил Бычков, Геннадий Тростянецкий, Николай Крутиков и многие другие режиссеры самых разных направлений.
Далее театром руководили Михаил Чумаченко, Светлана Янчек, Наталья Лапина, Марат Гацалов, Иван Стрелкин, Игорь Лысов. Спектакли ставили Ильмар Таска, Иван Стрелкин, Владимир Лаптев, Саша Пепеляев, Полина Стружкова, Людмила Манонина, Роман Феодори, Сергей Федотов, Пеэтер Раудсепп, Наталья Индейкина, Сергей Потапов, Степан Пектеев, Владимир Зайкин, Адриан Джурджа, Кая Канн, Александр Кладько, Пааво Пийк, Мари-Лийз Лилль и др.
С 1967 года и до конца своей жизни в театре работал заслуженный артист Эстонской ССР Херардо Контрерас (1940—2009).
В 2007 году эстонский журналист, писатель и переводчик Борис Тух написал в своей статье в Петербургском театральном веб-журнале, что в течение 1994—2005 годов Русский театр Эстонии «влачил жалкое существование», а редкие достойные постановки были «скорее случайными удачами». Тогда директором театра очень долгое время был Александр Ильин, бывший актёр, бывший комсорг и бывший парторг Русского театра, который, по мнению Бориса Туха, «сознательно вёл дело к уничтожению единственной профессиональной русской труппы в Эстонии». По утверждению Туха, Ильин открыто заявлял, что русская культура и русское искусство могут создаваться только в Москве и Петербурге, а удел эстонского Русского театра — «тихо загнивать». «Русский театр в Эстонии умрёт вместе со мной!» — не раз повторял Ильин. Борис Тух высказал то же мнение, которое 16 лет спустя озвучил Леонид Шевцов: лучшими годами театра были те, когда им руководил Виталий Черменёв. 2006 год, когда худруком был назначен российский театральный педагог и режиссер Михаил Чумаченко, Тух назвал «переломным» для театра: Чумаченко сохранил труппу, а приглашения на постановку стали получать не столько именитые, сколько по-настоящему талантливые режиссёры. В труппу Русского театра тогда же вошли выпускники Школы-студии МХАТ, учившиеся там по межгосударственному соглашению между Россией и Эстонией. В театре был закончен ремонт, и он получил Малый зал на 100 мест.
В 2015 году за свой дебютный спектакль «Враг» режиссёр Артем Гареев получил национальную премию в номинации «Лучший режиссёр».
В 2016 году режиссёром Глебом Володиным из Санкт-Петербурга в Русском театре был впервые поставлен моноспектакль «Записки из подполья» по повести Ф. М. Достоевского, в котором играл один из ведущих актёров театра Олег Рогачёв (1959—2016). 
В 2017 году спектаклем «Синдром самозванки» в качестве режиссёра дебютировала талантливая актриса Русского театра Татьяна Космынина.
6 сентября 2017 года новым художественным руководителем был назначен московский режиссёр Филипп Лось. Его договор закончился 5 сентября, и далее он планировал продолжить работу в театре в качестве режиссера-постановщика, однако был в том же месяце уволен из театра в связи с резкими высказываниями в соцсетях о политике Эстонии по отношению к гражданам России.
В год 100-летия образования Эстонской Республики актёры театра Владимир Антипп и Александр Окунев стали кавалерами Ордена Белой звезды V степени.
В декабре 2018 года Русский театр Эстонии отметил свое 70-летие. Юбилейный год начался творческими вечерами ведущих артистов — Леонида Шевцова, Лидии Головатой, Лилии Шинкаревой, Елены Яковлевой, Владимира Антиппа. Вышла книга Эллы Аграновской «Дом на площади V» о людях, с которыми связаны ключевые страницы истории театра.

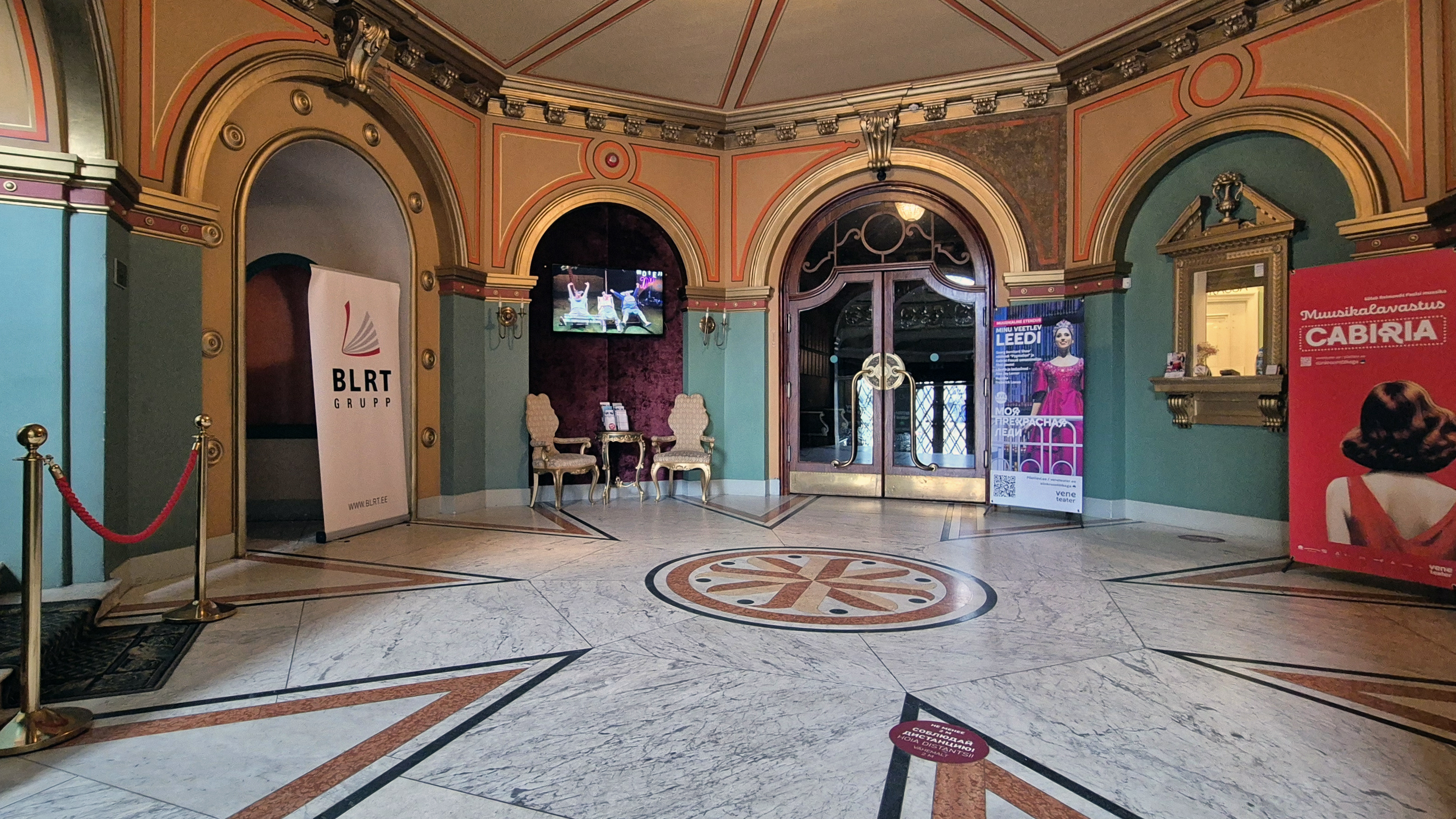
Фойе Русского театра в июне 2025 года

За 60 лет театр выпустил около 500 спектаклей, побывал на гастролях во многих городах бывшего СССР. По данным за 2007 год театр посетил 47 041 зритель при населении Таллина в 399 тыс. чел.
В августе 2023 года художественным руководителем театра был назначен латвийский режиссёр Дмитрий Петренко. С августа 2024 года драматургом театра стал Лаур Кауниссааре, ранее работавший театральным советником в Министерстве культуры, драматургом в Таллинском городском театре, в «Зале гильдии Канути» и театре «NO99».
В первой четверти XXI века Русский театр Эстонии — единственный профессиональный театр из 61 зарегистрированных театров в Эстонии, ставящий спектакли на русском языке (удельный вес русскоязычного населения Таллина на 1 января 2024 года по данным Регистра народонаселения составлял 41,9 %, доля жителей русской национальности в Таллине на 1 января 2025 года по данным Департамента статистики Эстонии — 29,5 %).
10 июня 2025 года Совет Русского театра Эстонии сообщил о смене названия театра и о том, что государственное финансирование театра будет сокращено на 15 %. Общий бюджет театра на 2025 год составляет 4,8 млн евро, из которых 2,5 млн евро — государственная поддержка на частичное покрытие расходов на заработную плату. Размер сокращения государственного финансирования составит 386 313,90 евро в год.

### Переименование театра в 2025 году
После вторжения России на Украину в 2022 году муниципальными властями было выдвинуто предложение о переименовании театра, наряду с другими учреждениями и организациями Эстонии, имеющими в названии слово «русский». 10 июня 2025 года театр получил новое название — театр «Сюдалинна» — по микрорайону Сюдалинн, рядом с которым он расположен (место расположения театра — микрорайон Тынисмяэ). До этого в Таллине уже были переименованы Таллинский русский музей, две гимназии — Ласнамяэская русская гимназия и Русская гимназия Хааберсти, и, кроме того, в Тарту была переименована Тартуская школа имени Александра Пушкина — её новым названием стало Тартуская школа Йогентага (эст. Tartu Jogentaga Kool). 30 июня 2025 года станет последним днём работы таллинского Центра русской культуры, который под названием Культурный центр «Мере» будет передан некоммерческой организации «Котёл культуры».
В преддверии переименования Русского театра бывший председатель Совета Русского театра, эстонский режиссёр, театральный критик и политик Яак Аллик сказал, что новое название считает крайне неудачным, и одной из причин, по его мнению, была та, что Vene teater можно перевести с эстонского языка также как российский театр. По его предложению, новым официальным названием могло бы быть эст. Eesti vene teater (Русский театр Эстонии). «По-моему, они вообще сели в лужу с этим названием,» — сказал Яак Аллик русскоязычному новостному порталу Rus.ERR.
10 июня 2025 года новое название театра было утверждено Советом Русского театра, в состав которого на тот момент входили директор целевого учреждения «Капитал культуры» Маргус Алликмаа (Margus Allikmaa), начальник Департамента государственного управления Министерства финансов Эстонии Отть Карулин (Ott Karulin), присяжный адвокат Эрки Фельс (Erki Fels) и вице-канцлер Министерства культуры по вопросам культурного многообразия Эда Сильберг (Eda Silberg). 
Театр официально называется «Südalinna Teater» с 22 июля 2025 года.

## Художественные руководители и главные режиссёры
- Вячеслав Аксёнов (1948—1951)[8]
- Вениамин Ланге (1951—1958)[8]
- Игорь Петровский (1960—1961)[8]
- Семён Лерман (1966—1972)[8]
- Виталий Черменёв (1972—1981)[8][7]
- Николай Шейко (1982—1987)
- Григорий Михайлов (1982—1987)
- Эдуард Томан (1993—2005)[18]
- Михаил Чумаченко (2006—2008)
- Наталия Лапина (2009—2011)[41][42]
- Марат Гацалов (с 2012 года)
- Игорь Лысов (2014 — август 2017)[43]
- Филипп Лось (сентябрь 2017 — 5 сентября 2022)[24]
- Дмитрий Петренко (с августа 2023 года)[44]

## Экономические показатели и статистика
В 2023 году доходы Русского театра от продажи билетов составили 1 254 416 евро, прочие доходы (реклама, аренда и пр.) — 93 115 евро, дотация из госбюджета — 3 183 328 евро, дотация от местного самоуправления — 32 126 евро, итого доходы — 4 562 985 евро.
| Число посетителей Русского театра на всех репертуарных спектаклях, чел.* | Число посетителей Русского театра на всех репертуарных спектаклях, чел.* | Число посетителей Русского театра на всех репертуарных спектаклях, чел.* | Число посетителей Русского театра на всех репертуарных спектаклях, чел.* | Число посетителей Русского театра на всех репертуарных спектаклях, чел.* | Число посетителей Русского театра на всех репертуарных спектаклях, чел.* | Число посетителей Русского театра на всех репертуарных спектаклях, чел.* | Число посетителей Русского театра на всех репертуарных спектаклях, чел.* | Число посетителей Русского театра на всех репертуарных спектаклях, чел.* | Число посетителей Русского театра на всех репертуарных спектаклях, чел.* | Число посетителей Русского театра на всех репертуарных спектаклях, чел.* |
| 2013                                                                     | 2014                                                                     | 2015                                                                     | 2016                                                                     | 2017                                                                     | 2018                                                                     | 2019                                                                     | 2020                                                                     | 2021                                                                     | 2022                                                                     | 2023                                                                     |
| ------------------------------------------------------------------------ | ------------------------------------------------------------------------ | ------------------------------------------------------------------------ | ------------------------------------------------------------------------ | ------------------------------------------------------------------------ | ------------------------------------------------------------------------ | ------------------------------------------------------------------------ | ------------------------------------------------------------------------ | ------------------------------------------------------------------------ | ------------------------------------------------------------------------ | ------------------------------------------------------------------------ |
| 31 907                                                                   | ↗38 474                                                                  | ↗40 451                                                                  | ↗46 590                                                                  | ↘45 317                                                                  | ↗53 881                                                                  | ↘52 942                                                                  | ↘34 494                                                                  | ↘30 654                                                                  | ↗68 507                                                                  | ↗81 338                                                                  |

* Без учёта веб-посетителей.
| Дотации Русскому театру из госбюджета, евро | Дотации Русскому театру из госбюджета, евро | Дотации Русскому театру из госбюджета, евро | Дотации Русскому театру из госбюджета, евро | Дотации Русскому театру из госбюджета, евро | Дотации Русскому театру из госбюджета, евро | Дотации Русскому театру из госбюджета, евро | Дотации Русскому театру из госбюджета, евро | Дотации Русскому театру из госбюджета, евро | Дотации Русскому театру из госбюджета, евро | Дотации Русскому театру из госбюджета, евро | Дотации Русскому театру из госбюджета, евро |
| 2012                                        | 2013                                        | 2014                                        | 2015                                        | 2016                                        | 2017                                        | 2018                                        | 2019                                        | 2020                                        | 2021                                        | 2022                                        | 2023                                        |
| ------------------------------------------- | ------------------------------------------- | ------------------------------------------- | ------------------------------------------- | ------------------------------------------- | ------------------------------------------- | ------------------------------------------- | ------------------------------------------- | ------------------------------------------- | ------------------------------------------- | ------------------------------------------- | ------------------------------------------- |
| 1 657 551                                   | ↗1 686 120                                  | ↗1 766 940                                  | ↗1 808 210                                  | ↗1 978 402                                  | ↗2 108 260                                  | ↗2 547 817                                  | ↗2 569 891                                  | ↗2 758 482                                  | ↗3 163 227                                  | ↘2 842 002                                  | ↗3 183 328                                  |

По состоянию на 31 марта 2025 года численность работников театра составила 158 человек, по состоянию на 30 июня того же года — 118 человек. Средняя месячная зарплата работника театра во II квартале 2025 года составила 1540 евро.
| Средняя месячная зарплата работника Русского театра в I квартале года, евро | Средняя месячная зарплата работника Русского театра в I квартале года, евро | Средняя месячная зарплата работника Русского театра в I квартале года, евро | Средняя месячная зарплата работника Русского театра в I квартале года, евро | Средняя месячная зарплата работника Русского театра в I квартале года, евро | Средняя месячная зарплата работника Русского театра в I квартале года, евро | Средняя месячная зарплата работника Русского театра в I квартале года, евро | Средняя месячная зарплата работника Русского театра в I квартале года, евро | Средняя месячная зарплата работника Русского театра в I квартале года, евро | Средняя месячная зарплата работника Русского театра в I квартале года, евро |
| 2016                                                                        | 2017                                                                        | 2018                                                                        | 2019                                                                        | 2020                                                                        | 2021                                                                        | 2022                                                                        | 2023                                                                        | 2024                                                                        | 2025                                                                        |
| --------------------------------------------------------------------------- | --------------------------------------------------------------------------- | --------------------------------------------------------------------------- | --------------------------------------------------------------------------- | --------------------------------------------------------------------------- | --------------------------------------------------------------------------- | --------------------------------------------------------------------------- | --------------------------------------------------------------------------- | --------------------------------------------------------------------------- | --------------------------------------------------------------------------- |
| 1465                                                                        | ↘1390                                                                       | →1390                                                                       | ↘1170                                                                       | →1170                                                                       | ↘840                                                                        | ↗1040                                                                       | ↗1170                                                                       | ↗1315                                                                       | ↗1390                                                                       |

## Здание театра
Здание, в котором работает театр, а также интерьеры, сохранившиеся от бывшего кинотеатра «Глория Палас», и интерьер расположенного в здании ресторана «Астория» в 1995 году были внесены в Регистр памятников культуры Эстонии как памятник архитектуры и исторический памятник.

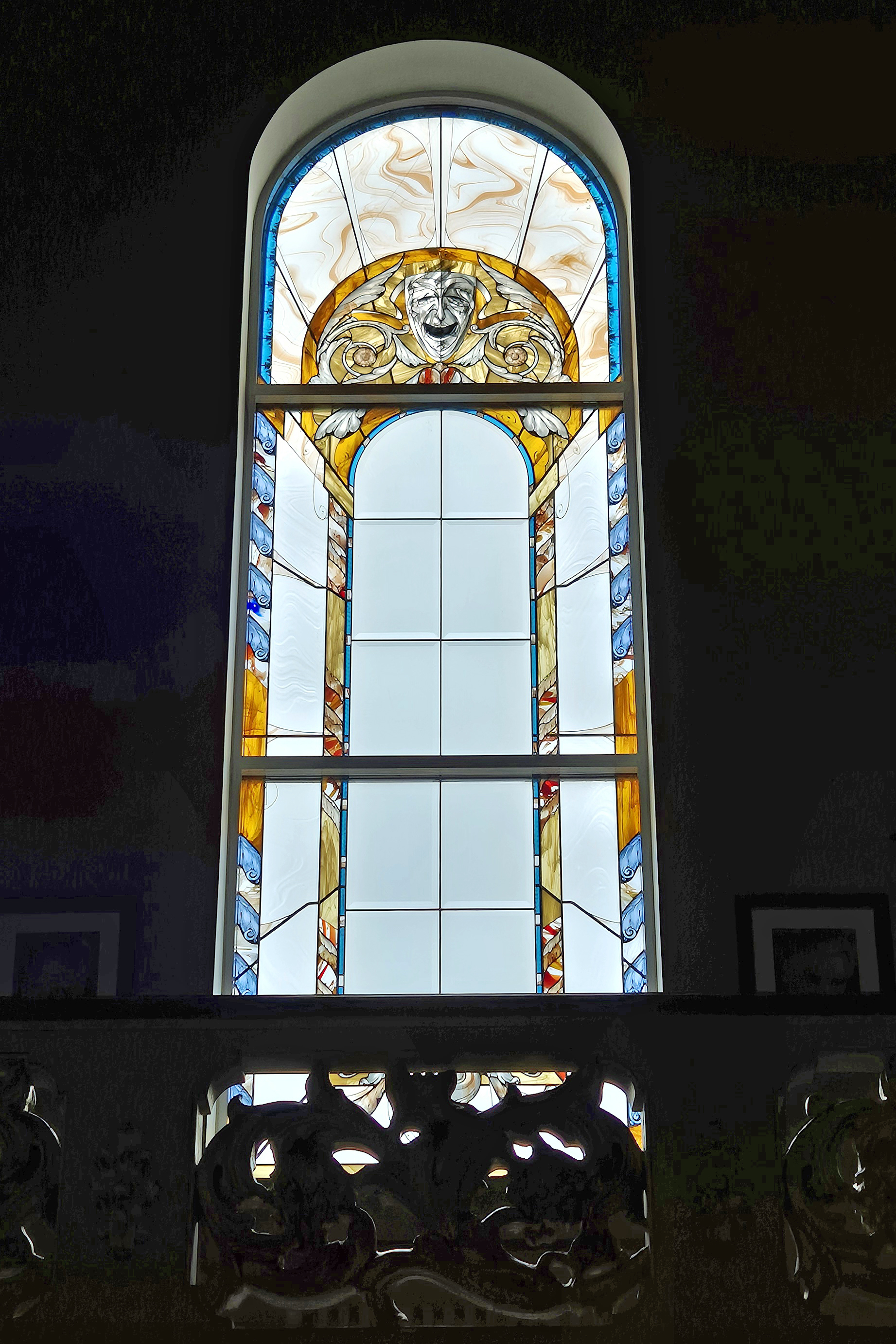
Витраж в здании театра

Здание в стиле историзма является одним из самых ярких образцов архитектурных стилей XIX века и первой половины XX века. Спроектировано известным латвийским архитектором Фридрихом Скуиньшем и построено в 1926 году кинопродюсером Леоном Фальштейном (Leon Falštein (Fallstein)) и компанией AS «Royal Films» как роскошный представительский кинотеатр «Gloria Palace».
Фасад здания украшает псевдопортик и декоративный ряд из десяти усечённых зубцов с шарами на верхушках. Автор башен на крыше в стиле барокко — Яан Коорт. Шестиугольный зал-салон соединён с восьмиугольным залом, в середине которого находится овальный зал, разделённый колоннами и покрытый куполом. На втором этаже расположен театральный зал, потолок которого украшен 13 росписями, окружёнными гипсовым орнаментом цвета бронзы; 6 из росписей выполнены темперой на холсте, 7 — живописью в технике альсекко. Автор картин — латвийский художник Херманис Гринбергс (1888—1928); реставрация 1957 года — эстонский художник Ильмар Ояло (1910—1989). Интерьер бара-варьете, располагавшегося в подвале, был оформлен в стиле ар-деко Александром Владовским.
В 1930-х годах в здании работал танцевальный зал «Dancing Palace Gloria». В 1944 году была сделана пристройка со стороны двора, в 1947 году проведена капитальная реконструкция подвальных помещений.
В настоящее время в здании театра есть Большой зал, Малый зал (Black box), зал Ringlava, Каминный зал, Зеркальный зал, Театральная галерея и кафе «Gris». Работает система синхронного перевода.
Большой зал, вместе с местами в ложах и на балконе, имеет 620 мест, в том числе 6 мест для инвалидных колясок. Малый зал площадью 120 м² расположен на втором этаже современной пристройки здания, вмещает 70 посадочных мест. Каминный зал — это фойе в будуарном стиле, украшенное золотой лепниной, люстрами и барочными зеркалами; имеет 60 посадочных мест и 85 стоячих мест. Зал Ringlava — это бывшая танцевальная площадка в стиле ар-деко на 110 посадочных мест с отдельным входом с улицы; состоит из двух смежных помещений, разделённых колоннами. Зеркальный зал — это парадный зал (фойе) с окнами на площадь Вабадузе, рассчитан на 70 посадочных или 100 стоячих мест. Театральная галерея — небольшое помещение с окнами, которое может использоваться отдельно для камерных приёмов или как дополнительное помещение при многолюдном мероприятии.
В 2004—2006 годах здание было отремонтировано, интерьеры отреставрированы, восстановлены старые росписи на стенах<ref name=":6">, однако при инспектировании 19 января 2023 года состояние здания и его интерьеров специалистами по охране памятников культуры признано плохим.

Интерьеры театра в 2013 году
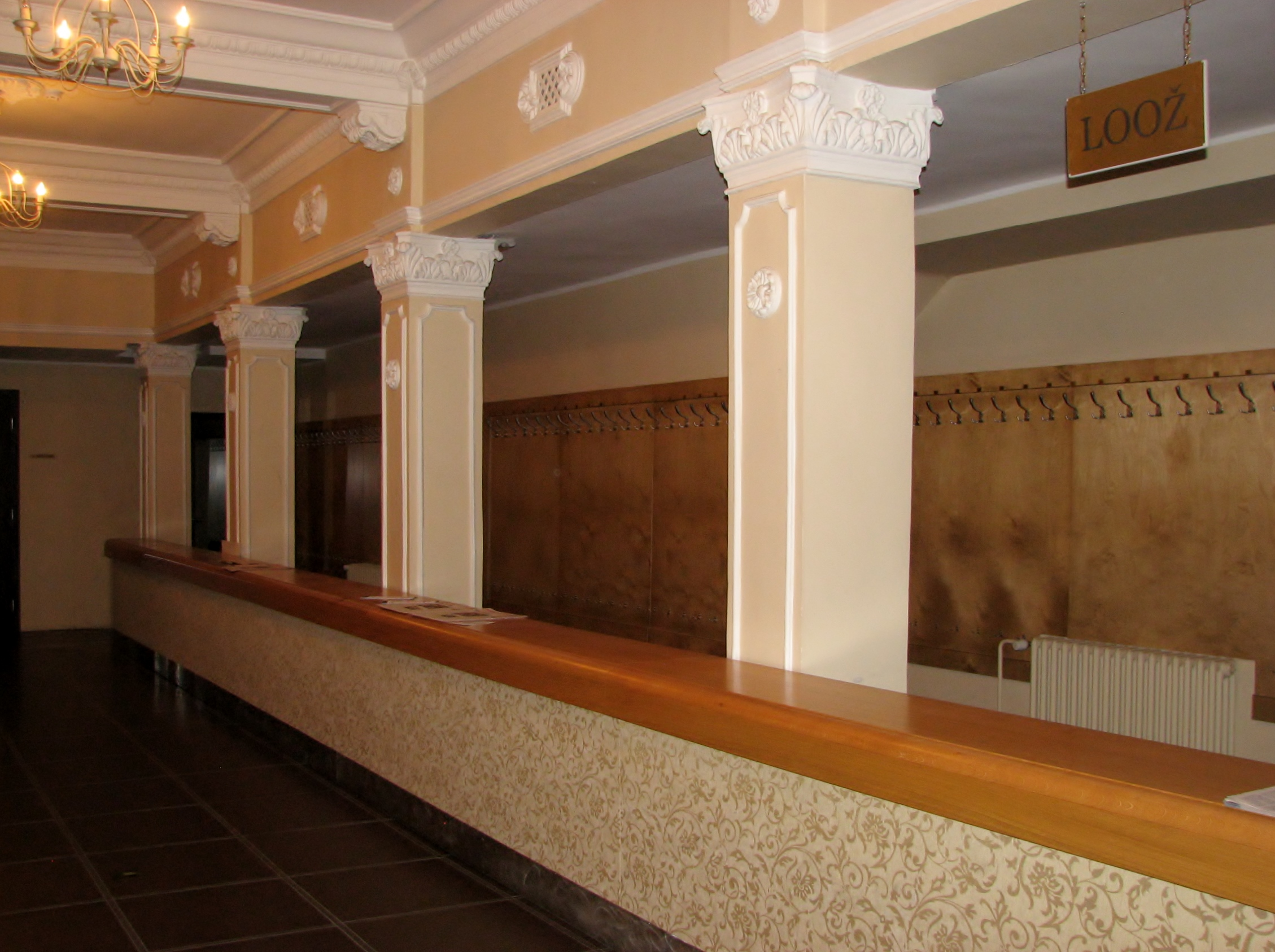
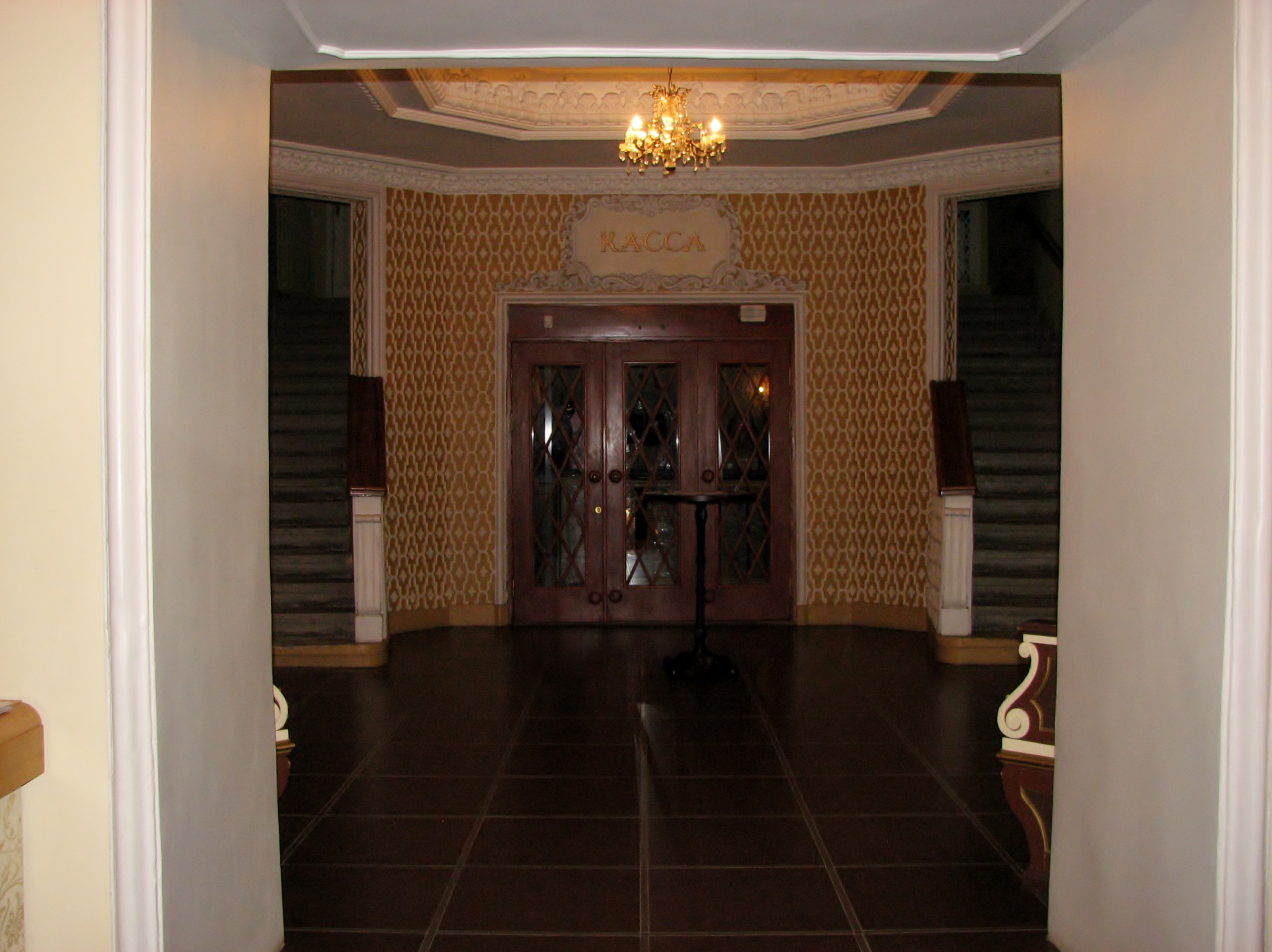
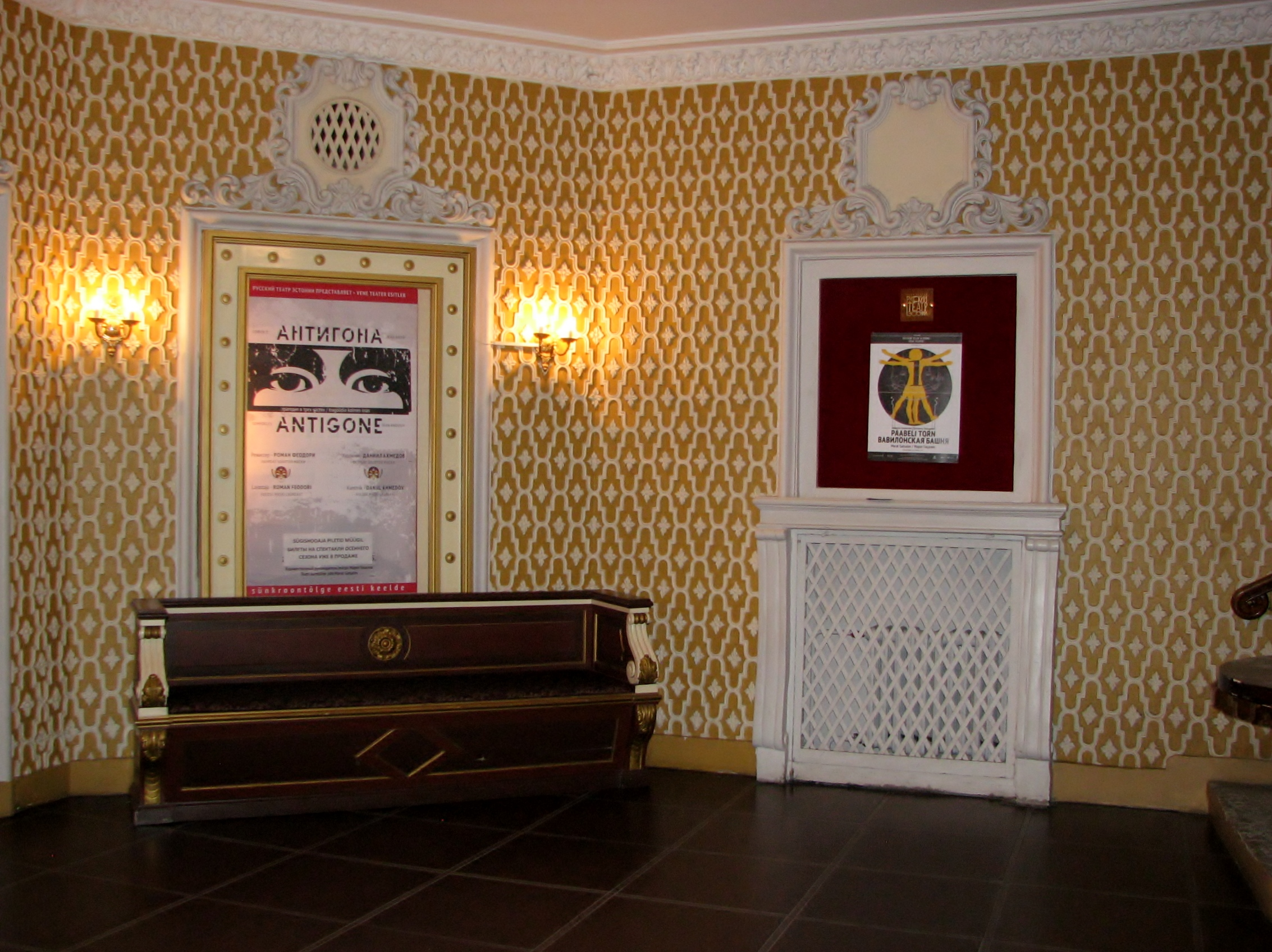
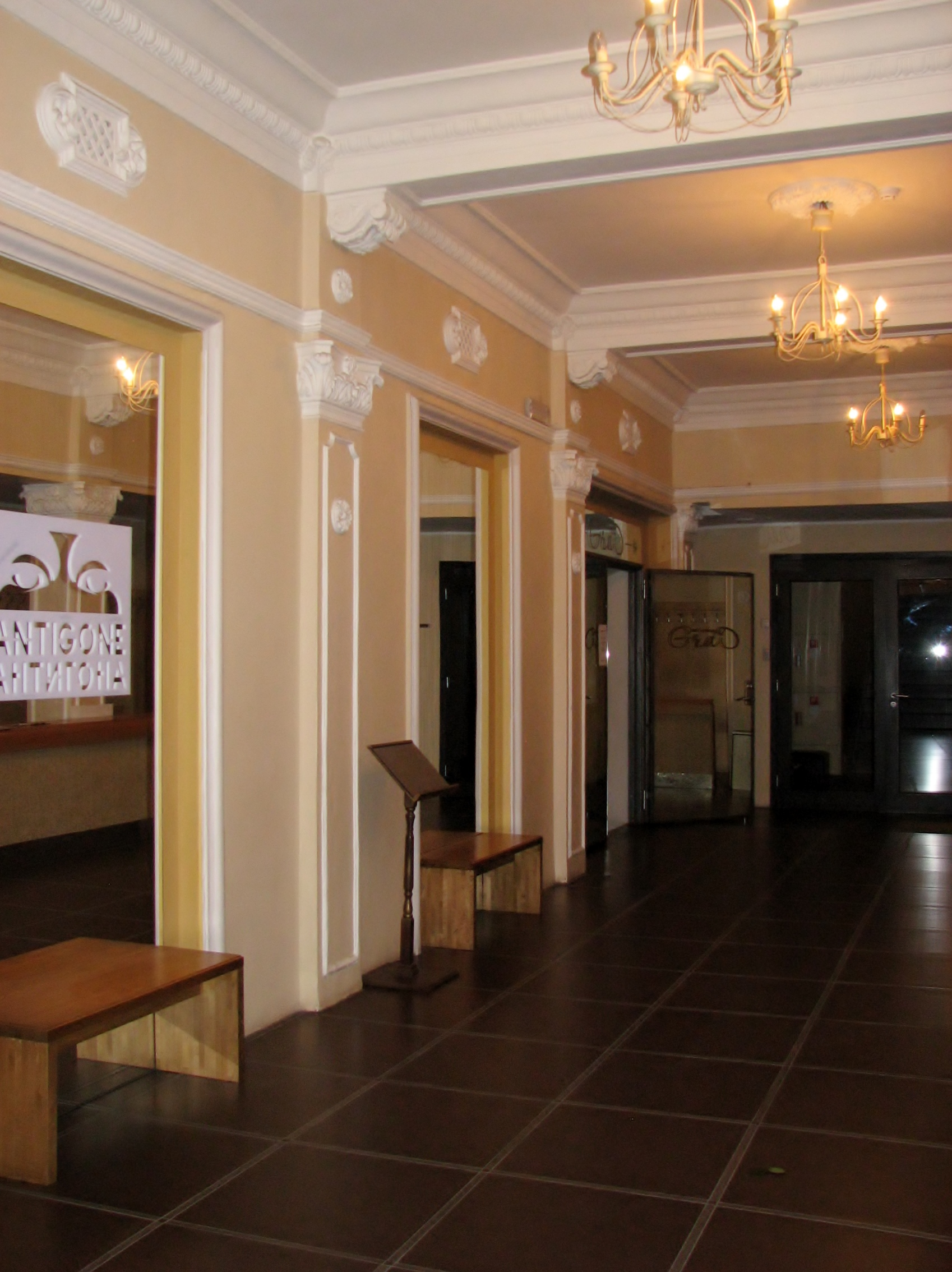
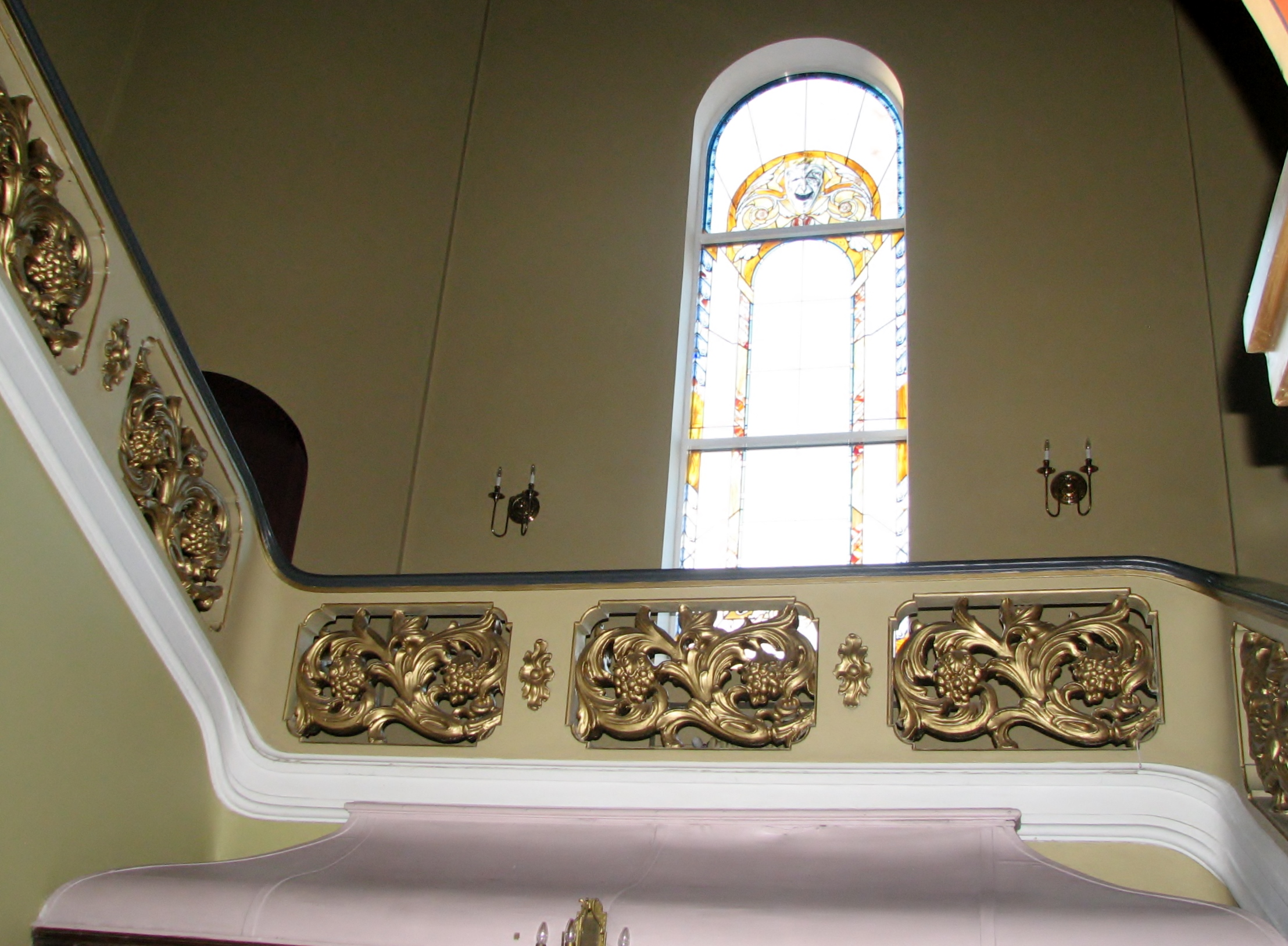